# Noe Noack
Ernst „Noe“ Noack (* 27. Januar 1963 in Altötting) ist ein deutscher Radiomoderator, Musik- und Sportjournalist, (Radio-)DJ und Labelmitbetreiber. Er erzielte vor allem in den 1980er Jahren diverse Skilanglauf- und Laufsporterfolge.

## Rundfunktätigkeit
Noe Noack besuchte in München von 1986 bis 1990 die Deutsche Journalistenschule, die er mit dem Diplom Journalistik abschloss.
Er begann 1988 als Reporter und Autor für die Ö3-Musicbox des ORF und bei FM4 mit dem Schwerpunkt Musik und Konzerte. Seit 1992 ist er Mitglied des Zündfunk-Teams auf Bayern 2 im Radioprogramm des Bayerischen Rundfunks (BR) und moderiert dort die Sendung Nachtsession.
Als Sportreporter berichtete er bei diversen Olympischen Spielen, Nordischen Skiweltmeisterschaften, Leichtathletik-Weltmeisterschaften und Fußball-Europameisterschafts- bzw. Bundesligaspielen. Auf Bayern 1 ist er als Reporter für die Sendung Heute im Stadion tätig.
Unter anderem war er auch 2004 als Sprecher in Barbara Schäfers Hörspiel zu Andreas Neumeisters Buch Angela Davis löscht ihre Website tätig.

## Musik
Als DJ außerhalb des Rundfunks arbeitet er national und international, ist aber hauptsächlich einem Münchner Publikum bekannt.
1994 gründete er mit Albert Pöschl (alias „Jason Arigato“) und Ralf Summer sein eigenes Dancehall-Reggae-Soundsystem Lion's Den Dubshower, später dann Lion's Den 63, bei dem er unter dem Pseudonym „Knockout“ fungiert. Zusammen mit den beiden gründete er im April 2000 auch das Independent-Label Echokammer. Im Münchner Atomic Café veranstalteten sie von 1998 bis 2003 monatlich den Echokammer-Dubclub.

## Sportliche Erfolge (Auswahl)
Noack ist passionierter Skilangläufer und Läufer. Er war in seiner Jugend Mitglied des TV 1864 Altötting und gehörte in der dort 1978 gegründeten und längst wieder aufgelösten Sparte „Skilanglauf“ neben seinem gleichnamigen Vater sowie Dieter Amslinger und seiner damaligen Frau Annemarie, geborene Wittmann und später verheiratete Glas, die als Kanutin erfolgreich wurde, zu den erfolgreichen Einzelsportlern der Vereinssparte. 1981 erreichte er Platz 4 bei den Deutschen Jugendmeisterschaften Skilanglauf.
Als junger Erwachsener wurde er Mitglied des VfL Waldkraiburg. Bei den Deutschen Leichtathletik-Meisterschaften 1985 holte er in der Mannschaftswertung beim 2,8-km-Crosslauf Mittelstrecke zusammen mit Paul Deuritz und Peter Spahn die Bronzemedaille. Bei den Deutschen Leichtathletik-Meisterschaften 1986 erreichte er in der 4 × 1500-m-Staffel zusammen mit Michael Spöttel, Stefan Pichler und Engelbert Franz Platz 6. Im Crosslauf Mittelstrecke über die Distanz von 3,7 km gewann er die Bronzemedaille und in der Mannschaftswertung beim 2,8-km-Crosslauf Mittelstrecke zusammen mit Deuritz und Spahn die Goldmedaille.
Wie auch schon sein Vater im Jahr 1966 es tat, startete Noack 2005 beim Vasaloppet und belegte unter 14.000 Teilnehmern Platz 270.